# مناضل الجمادي

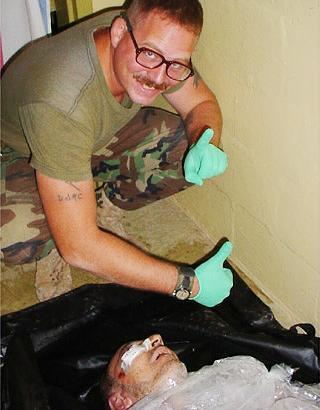
مناضل حمادي (أسفل الصورة) بعد وفاته

مناضل الجمادي كان سجينا عراقيا مات وهو في عهدة الولايات المتحدة أثناء الاستجواب في سجن أبو غريب في 4 نوفمبر 2003.

## وصلات خارجية
- Perry، Tony (28 مايو 2005). "SEAL Officer Not Guilty of Assaulting Iraqi". لوس أنجلوس تايمز. مؤرشف من الأصل في 2016-06-25.
- "A DEADLY INTERROGATION -- Can the C.I.A. legally kill a prisoner?". النيويوركر. 14 نوفمبر 2005. مؤرشف من الأصل في 2014-07-02.
- "Other government agencies". صالون (موقع إنترنت). 14 مارس 2006. مؤرشف من الأصل في 2011-09-03.
- Morris, Errol (19 مايو 2008). "The Most Curious Thing". New York Times. مؤرشف من الأصل في 2008-09-19.